# Larisa Ocvirk
Larisa Ocvirk (Celje, 26 maggio 1997) è un'ex cestista slovena.

## Carriera
Con la Slovenia ha disputato i Campionati europei del 2017.